# Santa Isabel (ö)

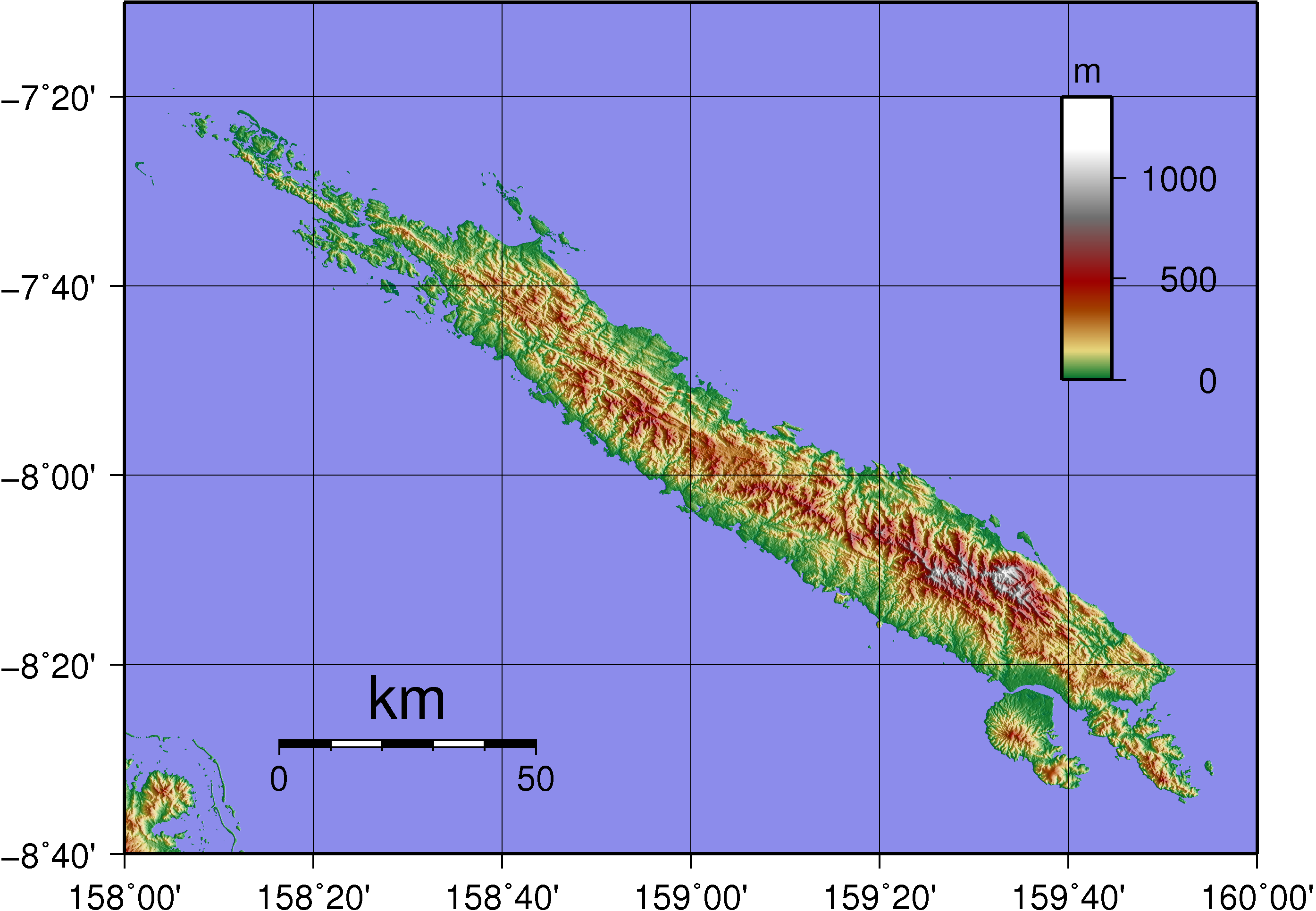
Topografisk karta över Santa Isabel.

Santa Isabel är den längsta ön på Salomonöarna och den största av ögrupperna i provinsen Isabel. 

## Historia
Den första europeiska landstigningen på Salomonöarna gjordes av den spanska upptäcktsresanden Álvaro de Mendaña de Neira år 1568. En bosättning etablerades och en båt byggdes för att kartlägga det omgivande havet och öarna. Mycket snart väckte dock spanjorerna fientlighet hos öborna.
De spanska kolonisatörerna hittade inget guld, de led brist på mat och drabbades av attacker och sjukdomar, varpå de flyttade sin koloni till platsen för dagens Honiara på Guadalcanal. Deras koloni dog dock ut.
Öbor på Santa Isabel var utsatta för attacker från härjande plundrare under 1800-talet. De övergick till kristendom kring sekelskiftet 1900-talet.

## Geografi
Choiseul ligger i väst, Malaita i öst. Stilla havet ligger i norr och Guadalcanal (Isatabu) i söder.
Den högsta punkten på Santa Isabel är Mount Sasari, 1220 m ö.h. Floden Marutho rinner ner för berget i havet vid Hofi. Nästan alla åar eller bäckar rinner ner för mittpunkten med undantag för de vid den andra toppen av ön, Katova.
Det administrativa centret är Buala, där flygplatsen också är belägen. En annan viktig by på ön är Samasodu.